# گیر موئن
گیر موئن (انگلیسی: Geir Moen؛ زادهٔ ۲۶ ژوئن ۱۹۶۹) دونده اهل نروژ بود.
وی در مسابقات کشوری و بین‌المللی در مجموع برندهٔ ۲ مدال طلا، ۳ مدال نقره، ۲ مدال برنز شده‌است.